# Caenoriata pertinax
Caenoriata pertinax är en tvåvingeart som först beskrevs av Bates 1934.  Caenoriata pertinax ingår i släktet Caenoriata och familjen borrflugor. Inga underarter finns listade.